# Hildegard Grebner
Hildegard “Hilde” Grebner (* 12. November 1903 in Berlin; † nach 1959) war eine deutsche Filmeditorin.

## Leben und Wirken
Hilde Grebner war die Tochter von Otto Grebner, einem Fotografen und Inhaber einer Fotokopieranstalt. Nach dem Besuch der Mittelschule und einer weiterführenden Fachschule stieß sie 1923 zum Film und wurde dort bis zum Ende der Stummfilmzeit als Dramaturgin bei Filmen wie Menschen untereinander (1926) und Der Detektiv des Kaisers (1930) eingesetzt. Mit dem Anbruch des Tonfilmzeitalters begann Hildegard Grebner im Bereich Filmschnitt zu arbeiten und war zunächst mit mehreren Lustspielen des Regisseurs Carl Boese beschäftigt. Später holte Harry Piel sie für einige seiner Inszenierungen. Während des Zweiten Weltkriegs nur wenig beschäftigt, setzte Hilde Grebner ihre Nachkriegskarriere 1949 fort und betreute als Schnittmeisterin auch deutsch-synchronisierte, ausländische Filme. 

## Filmografie (Auswahl)
- 1931: Keine Feier ohne Meyer
- 1932: Zwei himmelblaue Augen
- 1932: Paprika
- 1932: Die Herren vom Maxim
- 1933: Die kalte Mamsell
- 1933: Die Unschuld vom Lande
- 1933: Gretel zieht das große Los
- 1933: Das Blumenmädchen vom Grand-Hotel
- 1934: Fräulein Frau
- 1934: Pechmarie
- 1934: Schützenkönig wird der Felix
- 1935: Artisten
- 1936: Engel mit kleinen Fehlern
- 1936: Der Weg des Herzens (Prater)
- 1937: Der Etappenhase
- 1938: Schüsse in Kabine 7
- 1938: Menschen, Tiere, Sensationen
- 1939: Sensationsprozeß Casilla
- 1939: Drei Väter um Anna
- 1939: Meine Tante – Deine Tante
- 1940/53: Gesprengte Gitter
- 1940: Polterabend
- 1940: Herz modern möbliert
- 1941: Hauptsache glücklich
- 1945: Wo ist Herr Belling?
- 1949: Du bist nicht allein
- 1950: Czardas der Herzen
- 1951: Der Tiger Akbar
- 1953: Die Nacht ohne Moral
- 1954: Am Anfang war es Sünde